# Sciapus heteropygus
Sciapus heteropygus är en tvåvingeart som beskrevs av Octave Parent 1926. Sciapus heteropygus ingår i släktet Sciapus och familjen styltflugor. Arten har ej påträffats i Sverige. Inga underarter finns listade i Catalogue of Life.